# Citovský mlýn
Citovský mlýn v Citově v okrese Přerov je vodní mlýn, který stojí na Morávce, rameni řeky Moravy. Je chráněn jako nemovitá kulturní památka České republiky; předmětem ochrany je mlýnice, obytná část, strojovna, vodní náhon a hospodářská budova.

## Historie
V místech mlýna postavili začátkem 18. století obce Citov, Věrovany a Císařov útulek pro malomocné. V roce 1739 byl v objektu zřízen mlýn, který byl pronajímán.
12. března 1915 dokončil nájemce Konstantin Pavlík instalaci elektrického osvětlení s vlastním dynamem. Po skončení 1. světové války byl mlýn od 1. července 1920 nově pronajat panu Novotnému, stárkovi pivovaru v Otrokovicích. K roku 1930 je uváděn vlastník mlýna a pily Rolnický akciový cukrovar v Brodku.
Po znárodnění přešel mlýn pod Olomoucké cukrovary, n.p. Olomouc. V roce 1953 byl vyřazen z provozu a pouze se zde šrotovalo obilí. V listopadu 1959 byl jako neupotřebitelný převeden s přilehlými hospodářskými budovami a pozemky na MNV Citov a poté přešel do vlastnictví JZD.
Koncem 20. století jej koupilo Myslivecké sdružení Citov, které jej opravilo; je zde provozována také malá vodní eletrárna.

## Popis

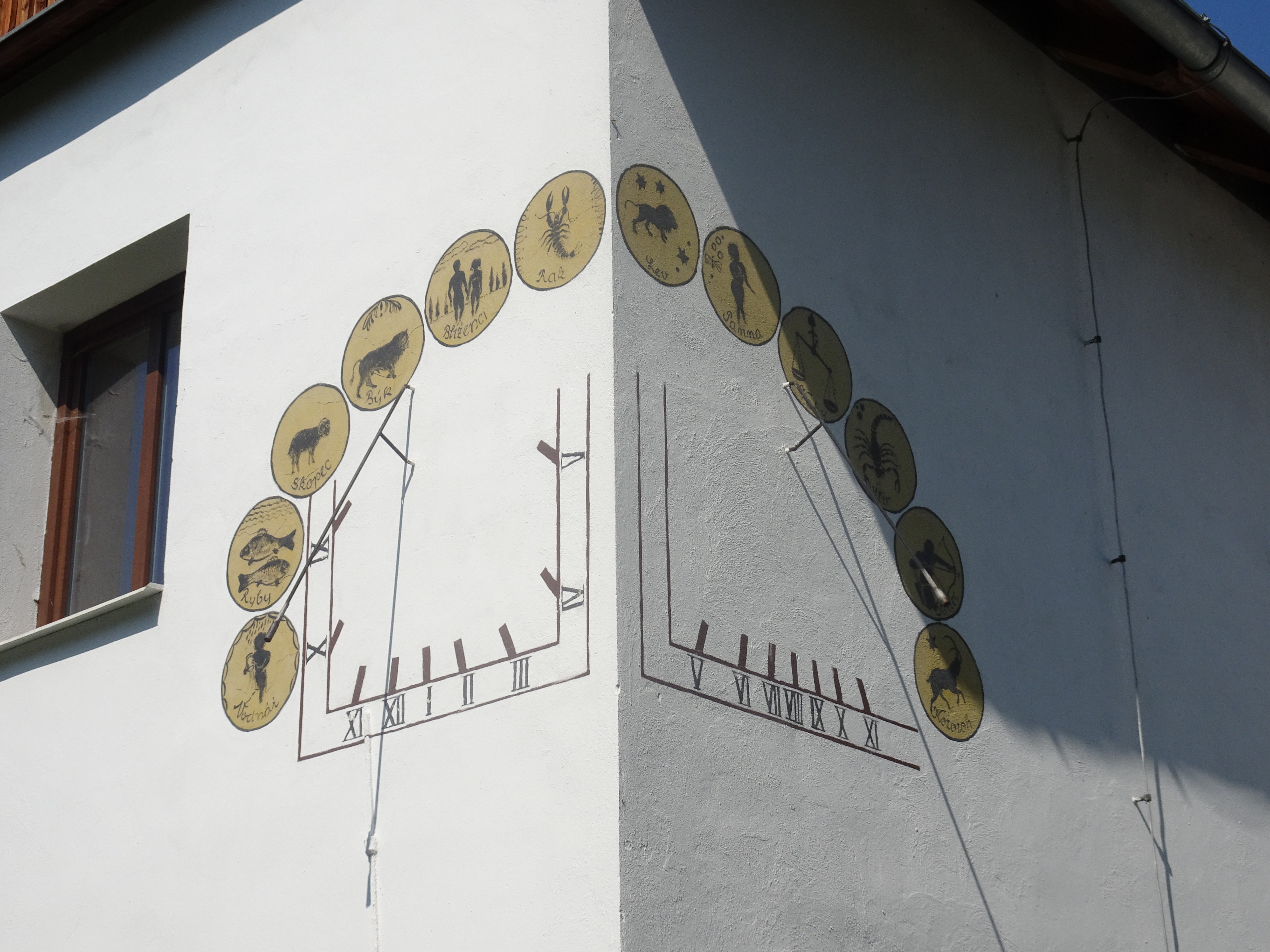

Mlýnice a dům jsou pod jednou střechou, ale dispozičně oddělené; budovy jsou zděné, jednopatrové. Na fasádě mlýna je deska s datací 1739 a na rohu v omítce jsou novodobé sluneční hodiny. Před mlýnem je umístěna socha svatého Floriána.
Ve mlýně se dochovala výroba elektrické energie, pila zanikla. Voda byla na vodní kolo vedena náhonem od jezu. K roku 1930 je zde uváděna 1 Francisova turbína (spád 1,66 m, výkon 22,1 HP).